# Odontites foliosus
Odontites foliosus là loài thực vật có hoa thuộc họ Cỏ chổi. Loài này được Pérez Lara mô tả khoa học đầu tiên năm 1894.